# Junkers K 30
Bei der Junkers K 30 handelt es sich um die militärische Variante des Verkehrsflugzeugs Junkers G 24.

## Geschichte
Der Typ wurde aus dem Passagierflugzeug Ju G 24 entwickelt. Spanien, Chile und die Sowjetunion zeigten Interesse an einem solchen Typ. Die K 30 wurde im schwedischen Limhamn von der AB Flygindustri aus vom Dessauer Werk gelieferten Teilen montiert. Lediglich der Prototyp wurde vollständig in Dessau hergestellt und auch eingeflogen, weil der Bau von militärisch einsetzbaren Flugzeugen 1925 in Deutschland noch verboten war.
Von den in Limhamn gefertigten 30 Exemplaren wurden 23 in die Sowjetunion verkauft. Der Export wurde zunächst als Lieferung nach Spanien getarnt. In der bereits 1922/23 eröffneten russischen Junkers-Fabrik Fili wurden die Maschinen zum Teil als Bomber ausgerüstet. Zunächst waren durch Erprobungen jedoch zahlreiche schwere technische Probleme zu beheben.
Dieses Modell erhielt die Typenversion R 42 und wurde ab 1926 von den sowjetischen Streitkräften als JuG-1 geflogen, 1931 ausgemustert und als ziviles Passagier- und Frachtflugzeug weiterverwendet. Im Sommer 1928 beteiligte sich die JuG-1 „Krasni Medwed“ (Roter Bär) als Bordflugzeug des Eisbrechers Krasin an der Rettung der Besatzung des im Polargebiet verunglückten Luftschiffes Italia; am 10. Juli wurde von deren Pilot Boris Tschuchnowski erstmals ein Teil der gestrandeten Luftschiffer gesichtet.
Sechs Exemplare gingen nach Chile, eines erhielt Spanien.
Die K 30 war mit je 228 kW leistenden Junkers L 5 ausgerüstet und konnte als K 30w statt des normalen Fahrgestells auch mit Schneekufen oder Schwimmern ausgerüstet werden. Die Besatzungsstärke betrug um die vier Mann. Es gab insgesamt drei MG-Stände, zwei in Zwillingsausführung jeweils vorn und hinten auf dem Rumpfrücken, der dritte befand sich auf der Rumpfunterseite und war einziehbar ausgelegt. Jedes MG verfügte über 500 Schuss. Es konnten 500 kg an Bomben oder alternativ ein 45-cm-Torpedo mitgeführt werden.

## Technische Daten

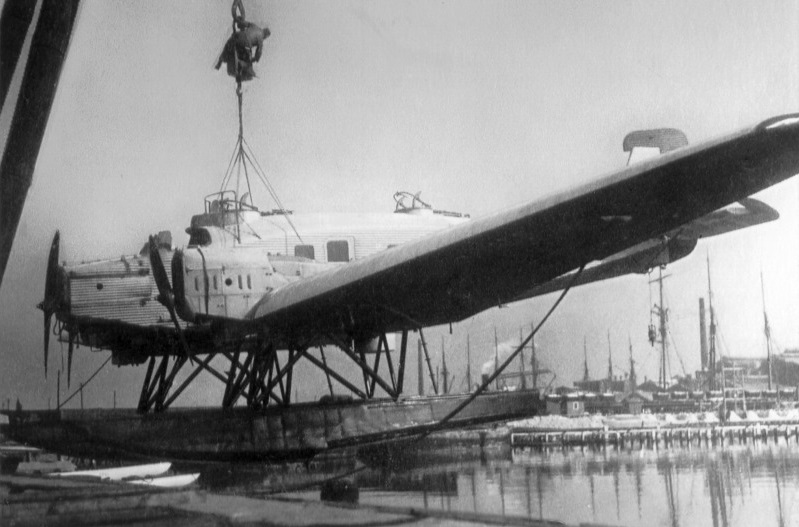
K 30 mit Schwimmern

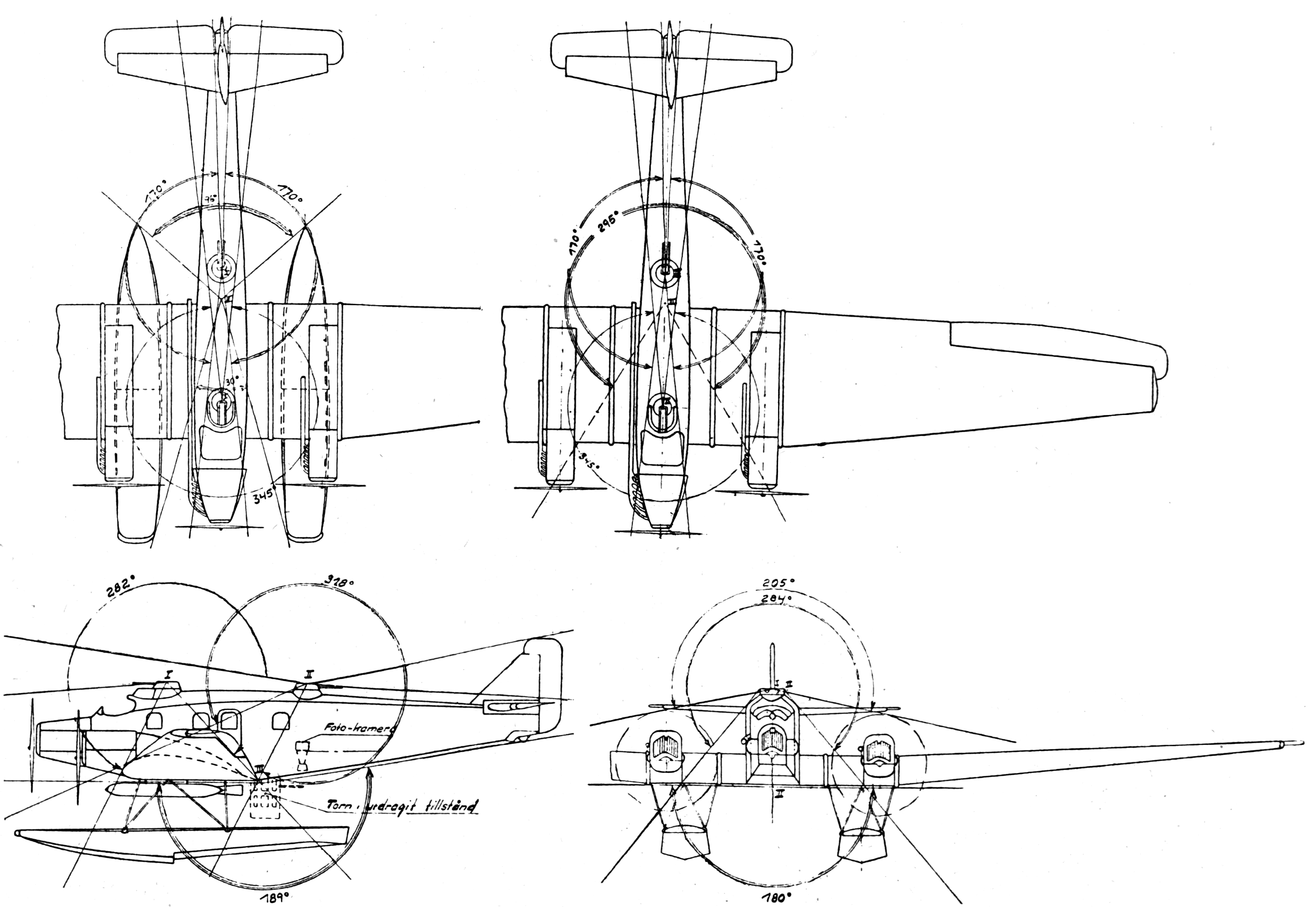
Dreiseitenansicht mit dargestelltem Schwenkbereich der Abwehrbewaffnung

| Kenngröße             | K 30 | JuG-1 | JuG-1 (Schwimmerausführung) |
| --------------------- | --- | --- | --- |
| Besatzung             | 5 | 3–4 | 3–4 |
| Spannweite            | 29,4 m | 29,87 m | 29,87 m |
| Länge                 | 15,7 m | 15,10 m | 15,50 m |
| Höhe                  | 5,9 m | 5,50 m | 6,00 m |
| Flügelfläche          | 96,4 m² | 94,6 m² | 94,6 m² |
| Flügelstreckung       | 9,0 | 9,4 | 9,4 |
| Leermasse             | 3780 kg | 3860 kg | 4400 kg |
| Startmasse            | 6500 kg | 6500 kg | 6500 kg |
| Antrieb               | drei wassergekühlte Reihenmotoren Junkers L 5 mit je 228 kW (310 PS) Startleistung                                                   | drei wassergekühlte Reihenmotoren Junkers L 5 mit je 228 kW (310 PS) Startleistung                                                   | drei wassergekühlte Reihenmotoren Junkers L 5 mit je 228 kW (310 PS) Startleistung                                                   |
| Höchstgeschwindigkeit | 200 km/h | 190 km/h | 175 km/h |
| Steigzeit             | 14 min auf 2000 m | 7,6 min auf 1000 m 17 min auf 2000 m 25 min auf 3000 m                                                                               | 8 min auf 1000 m 18 min auf 2000 m 32 min auf 3.000 m                                                                                |
| Gipfelhöhe            | 5000 m | 4500 m | 4500 m |
| Reichweite            | 1200 km | 850 km | 850 km |
| Bewaffnung            | je ein 7,62-mm-Zwillings-MG in zwei Ständen auf der Rumpfoberseite ein 7,62-mm-MG im ausfahrbaren Waffenstand an der Rumpfunterseite | je ein 7,62-mm-Zwillings-MG in zwei Ständen auf der Rumpfoberseite ein 7,62-mm-MG im ausfahrbaren Waffenstand an der Rumpfunterseite | je ein 7,62-mm-Zwillings-MG in zwei Ständen auf der Rumpfoberseite ein 7,62-mm-MG im ausfahrbaren Waffenstand an der Rumpfunterseite |
| Bombenlast            | 500 kg an Außenlaststationen unter den Tragflächen                                                                                   | 500 kg an Außenlaststationen unter den Tragflächen                                                                                   | 500 kg an Außenlaststationen unter den Tragflächen                                                                                   |